# WEC 11
WEC 11: Evolution foi um evento de artes marciais mistas promovido pelo World Extreme Cagefighting em 20 de agosto de 2004 no Tachi Palace Hotel & Casino em Lemoore, California. O evento principal viu Shonie Carter enfrentar Jason Biswell.

## Resultados
- Brad Mohler vs. Rob Clarke

Mohler derrotou Clarke por Nocaute Técnico (interrupção do córner) aos 3:59 do terceiro round.
- Luta de Peso Meio Pesado:  Josh Green vs.  Bill Coffman

Green derrotou Coffman por Finalização (triângulo com chave de braço) aos 1:19 do primeiro round.
- Luta de Peso Leve:  Gabe Ruediger vs.  Steve Ramirez

Ruediger derrotou Ramirez por Finalização (triângulo) aos 1:24 do primeiro round.
- Luta pelo Cinturão Peso Pesado do WEC:  James Irvin vs.  Jody Poff

Irvin derrotou Poff por Nocaute Técnico (socos) aos 1:44 do primeiro round para se tornar o primeiro Campeão Peso Pesado do WEC
- Luta de Peso Leve:  Nick Ertl vs.  Nam Phan

Ertl derrotou Phan por Decisão Dividida. Essa luta foi anunciada erradamente, anunciando Phan como vencedor pelo anunciante no ring quando a decisão foi lida.
- Luta de Peso Pesado:  Emanuel Newton vs.  Andre Mussi

Newton derrotou Mussi por Decisão Unânime.
- Luta de Peso Pesado:  Carlos Garcia vs.  Seth Woodill

Gracia derrotou Woodill por Nocaute (soco) aos 0:25 do primeiro round.
- Luta de Peso Leve:  Olaf Alfonso vs.  Philip Perez

Alfonso derrotou Perez por Nocaute Técnico (cotoveladas) aos 2:57 do primeiro round.
- Luta de Peso Meio Pesado:  Rafeal del Real vs.  Michael MacDonald

del Real derrotou MacDonald por Nocaute Técnico (socos) aos 2:35 do segundo round.
- Luta de Peso Pesado:  Lavar Johnson vs.  Fred Diaz

Johnson derrotou Diaz por Nocaute (socos) aos 1:33 do primeiro round.
- Luta de Peso Meio Pesado:  Richard Montoya vs.  Abraham Baxter

Montoya derrotou Baxter por Decisão Unânime.
- Luta de Peso Meio Médio:  Shonie Carter vs.  Jason Biswell

Carter derrotou Biswell por Nocaute Técnico (cotoveladas) aos 3:13 do primeiro round.

## Ligações Externas
- WEC 11 Results at Sherdog.com